# Tutqavik Island
Tutqavik Island är en ö i Kanada.   Den ligger i territoriet Nunavut, i den nordöstra delen av landet, 2 800 km nordväst om huvudstaden Ottawa. Arean är 2,6 kvadratkilometer.
Terrängen på Tutqavik Island är mycket platt. Öns högsta punkt är 10 meter över havet. Den sträcker sig 2,5 kilometer i nord-sydlig riktning, och 1,6 kilometer i öst-västlig riktning.
Trakten runt Tutqavik Island består i huvudsak av gräsmarker.